# Stražica
Stražica (in bulgaro Стражица?) è un comune bulgaro situato nella regione di Veliko Tărnovo di 15 900 abitanti (dati 2009). La sede comunale è nella località omonima.

## Località
Il comune è formato dall'insieme delle seguenti località:
- Asenovo
- Balkanci
- Blagoevo
- Brjagovica
- Carski Izvor
- Gorski Senovec
- Kamen
- Kavlak
- Kesarevo
- Lozen
- Ljubenci
- Mirovo
- Nikolaevo
- Novo Gradište
- Nova Vărbovka
- Stražica (sede comunale)
- Sušica
- Temenuga
- Vinograd
- Vladislav
- Vodno
- Železarci